# ナンワレク空港
ナンワレク空港(IATA: KEB, FAA LID: KEB)は、アメリカ合衆国アラスカ州にある国営の空港である。以前はイングリッシュベイ空港とよばれていた。

## 航空会社
| 航空会社           | 就航地             |
| ------------------ | ------------------ |
| スモーキーベイエア | ポートグラハム空港 |

## 事故
- 2003年7月11日に着陸態勢に入ったセスナ 206が何らかの理由でゴーアラウンドし、その後飛行機は沖合約180メートルの海に墜落した。乗っていたパイロット一人が死亡した。乗っていたのは彼一人だけであった。